# Gillingham, Dorset
Gillingham este un oraș în comitatul Dorset, regiunea South West, Anglia. Orașul se află în districtul North Dorset.